# ZyXEL
ZyXEL Communications Corp. (in cinese: 合勤 科技, TSE: 2391), con sede a Hsinchu, Taiwan, è un'azienda produttrice di apparati di rete fondata nel 1989. ZyXEL possiede filiali in Nord America, Europa e Asia. Attualmente, ZyXEL ha circa 3100 dipendenti a livello mondiale e i suoi prodotti vengono commercializzati in più di 150 paesi nei cinque continenti. ZyXEL lavora insieme ad altri fornitori per la produzione di apparecchiature di rete, telecomunicazioni e ISP.
L'azienda è quotata alla borsa valori di Taiwan e nel 2007 ha raggiunto un fatturato di 480 milioni di dollari, divenendo il primo produttore mondiale di router DSL. ZyXEL è attualmente il principale provider nel mercato SOHO per la produzione e commercializzazione di soluzioni di accesso a banda larga, networking, security e wireless.
L'azienda dispone di 29 uffici vendita, 3 centri di ricerca, sviluppo e distributori localizzati in 70 paesi, con una copertura complessiva di 150 nazioni.

## Storia
Fondata nel 1989 come azienda sviluppatrice di modem analogici, ZyXEL si è trasformata più volte in risposta ai repentini cambiamenti del settore networking. Dalla sua istituzione, ZyXEL ha cambiato molte volte il prodotto di punta: modem, adattatori terminali ISDN, router domestici o per le piccole imprese e una gamma completa di soluzioni di rete per clienti come grandi aziende e Internet Service Provider.

## Produzione

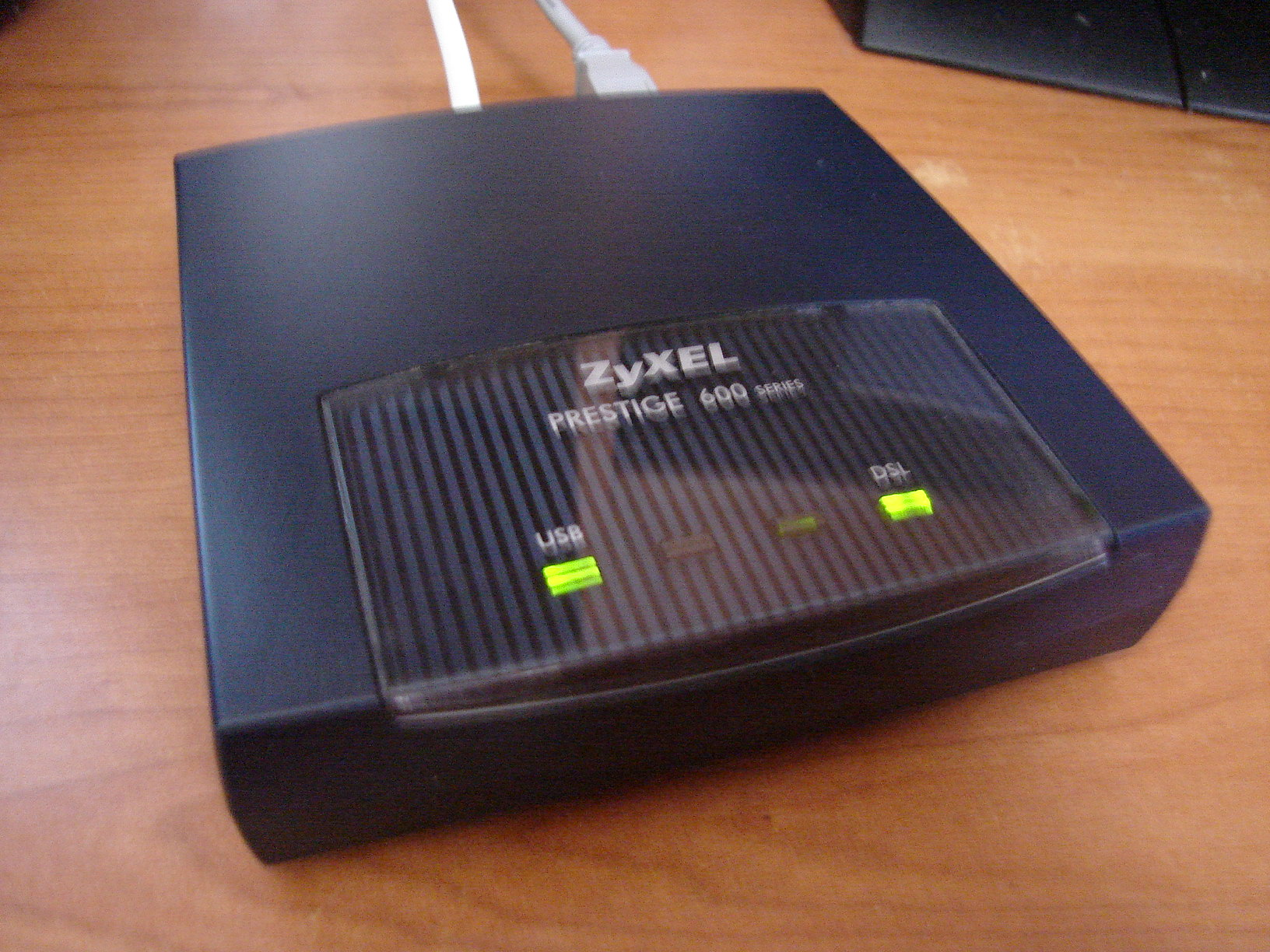
Un modem DSL della serie Prestige 600 prodotto dalla ZyXEL

ZyXEL produce attualmente i seguenti prodotti/servizi:
- Network switch tramite cavo Ethernet
- Servizi di configurazione dei router Ethernet
- Diversi hardware per la tecnologia VOIP come ad esempio i dispositivi ATA
- Protezione della rete tramite firewall e reti VPN
- ADSL, SHDSL, VDSL DSLAM
- ADSL, SHDSL, VDSL modem/router
- ISDN router
- Modem analogici
- Router/modem via cavo
- Power line Ethernet e Network bridge
- IEEE 802.11 rete senza fili, access point, router
- Wimax router